# مجموعة 8+5
كانت مجموعة الثماني + الخمسة (الإنجليزية: Group of Eight + Five (G8+5)) مجموعة دولية تتألف من قادة رؤساء الحكومات من دول مجموعة الثماني ( كندا، فرنسا، ألمانيا، إيطاليا، اليابان، روسيا، المملكة المتحدة، والولايات المتحدة )، بالإضافة إلى رؤساء حكومات الاقتصادات الناشئة الخمس الرائدة ( البرازيل، الصين، الهند، المكسيك، وجنوب أفريقيا ). في مارس/آذار 2014، أُخرجت روسيا من مجموعة الثماني بسبب ضمها شبه جزيرة القرم،  لذا فمن غير المرجح أن تجتمع مجموعة الثماني + 5 في شكلها الأصلي مرة أخرى بحضور روسيا.

## إعلان فبراير 2007
في 16 فبراير 2007، عقدت منظمة المشرعين العالميين( GLOBE International ) اجتماع لحوار مجموعة ثمانية+خمسة بشأن تغير المناخ في منتدى المشرعين العالميين في واشنطن العاصمة، حيث تم التوصل إلى اتفاق غير ملزم للتعاون في معالجة ظاهرة الاحتباس الحراري العالمي. وقد قبلت المجموعة أن وجود تغير المناخ الناجم عن أنشطة الإنسان أمر لا شك فيه، وأنه ينبغي أن يكون هناك نظام عالمي لتحديد سقف الانبعاثات وتجارة انبعاثات الكربون ينطبق على كل من الدول الصناعية والدول النامية. كانت المجموعة تأمل أن يتم تطبيق هذه السياسة بحلول عام 2009، لتحل محل بروتوكول كيوتو، الذي تنتهي مرحلته الأولى عام 2012.  

## التأسيس
تأسست مجموعة الثماني+خمسة عام 2005 عندما قام توني بلير، رئيس وزراء المملكة المتحدة آنذاك، بصفته المضيف للقمة الحادية والثلاثين لمجموعة الثماني في جلين إيجلز باسكتلندا، بدعوة البلدان الناشئة الرائدة للانضمام إلى المحادثات. وكان الأمل أن يؤدي هذا إلى تشكيل مجموعة أقوى وأكثر تمثيلا، مما من شأنه أن يعطي زخما جديدا لمحادثات التجارة في الدوحة، والحاجة إلى تحقيق تعاون أعمق بشأن تغير المناخ. وفي أعقاب الاجتماع، أصدرت البلدان بيانا مشتركا يهدف إلى بناء "نموذج جديد للتعاون الدولي" في المستقبل. تم إطلاق حوار تغير المناخ لمجموعة الثماني + 5 في 24 فبراير 2006، من قبل ( GLOBE ) بالشراكة مع تحالف Com+ للاتصالات من أجل التنمية المستدامة.

## إضفاء الطابع المؤسسي
وفي أعقاب القمة الثالثة والثلاثين لمجموعة الثماني في هايليغندام2007، أعلنت المستشارة الألمانية أنجيلا ميركل عن إنشاء "عملية هايليجندام " التي سيتم من خلالها تنفيذ المؤسسية الكاملة للحوار الدائم بين بلدان مجموعة الثماني وأكبر خمسة اقتصادات ناشئة. وسوف يتضمن ذلك إنشاء منصة مشتركة لمجموعة الثماني ومجموعة الخمس في منظمة التعاون الاقتصادي والتنمية.
في 28 أغسطس 2007، اقترح الرئيس الفرنسي السابق نيكولا ساركوزي، في بيانٍ له حول السياسة الخارجية، انضمام البرازيل والصين والهند والمكسيك وجنوب أفريقيا إلى مجموعة الثماني: "لا يمكن لمجموعة الثماني أن تجتمع ليومين، ومجموعة 8+5 لساعتين فقط... وهذا لا يبدو مناسبًا، بالنظر إلى قوة هذه الدول الخمس الناشئة". ومع ذلك، من عام 2008، لم يعد التوسع الرسمي لمجموعة الثماني خيار سياسي واقعي، نظرًا لتباين مواقف الدول الأعضاء في المجموعة بشأن هذه القضية. وكانت الولايات المتحدة واليابان ضد التوسع، بينما أيدته المملكة المتحدة وفرنسا بقوة، في حين أبدت إيطاليا وألمانيا وروسيا وكندا تحفظاتها بشأن هذه القضية.[بحاجة لمصدر]

## القادة في مارس 2014
القائمة التالية هي قائمة زعماء مجموعة الثماني+خمسة  في مارس/2014، عندما تم تعليق عضوية روسيا في مجموعة الثماني. وهو مرتب أبجديا حسب الدولة.

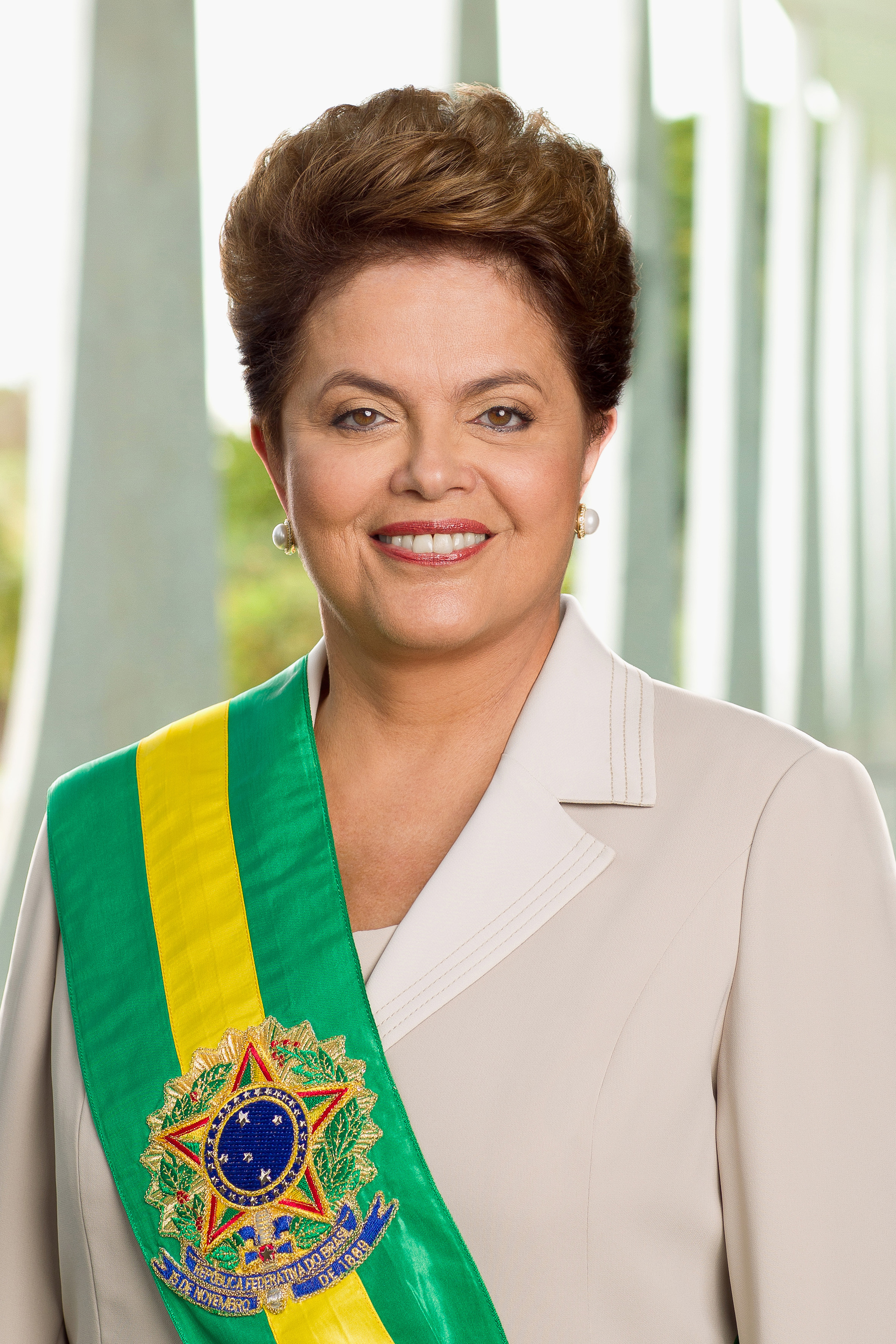
البرازيل ديلما روسيف، رئيسة البرازيل
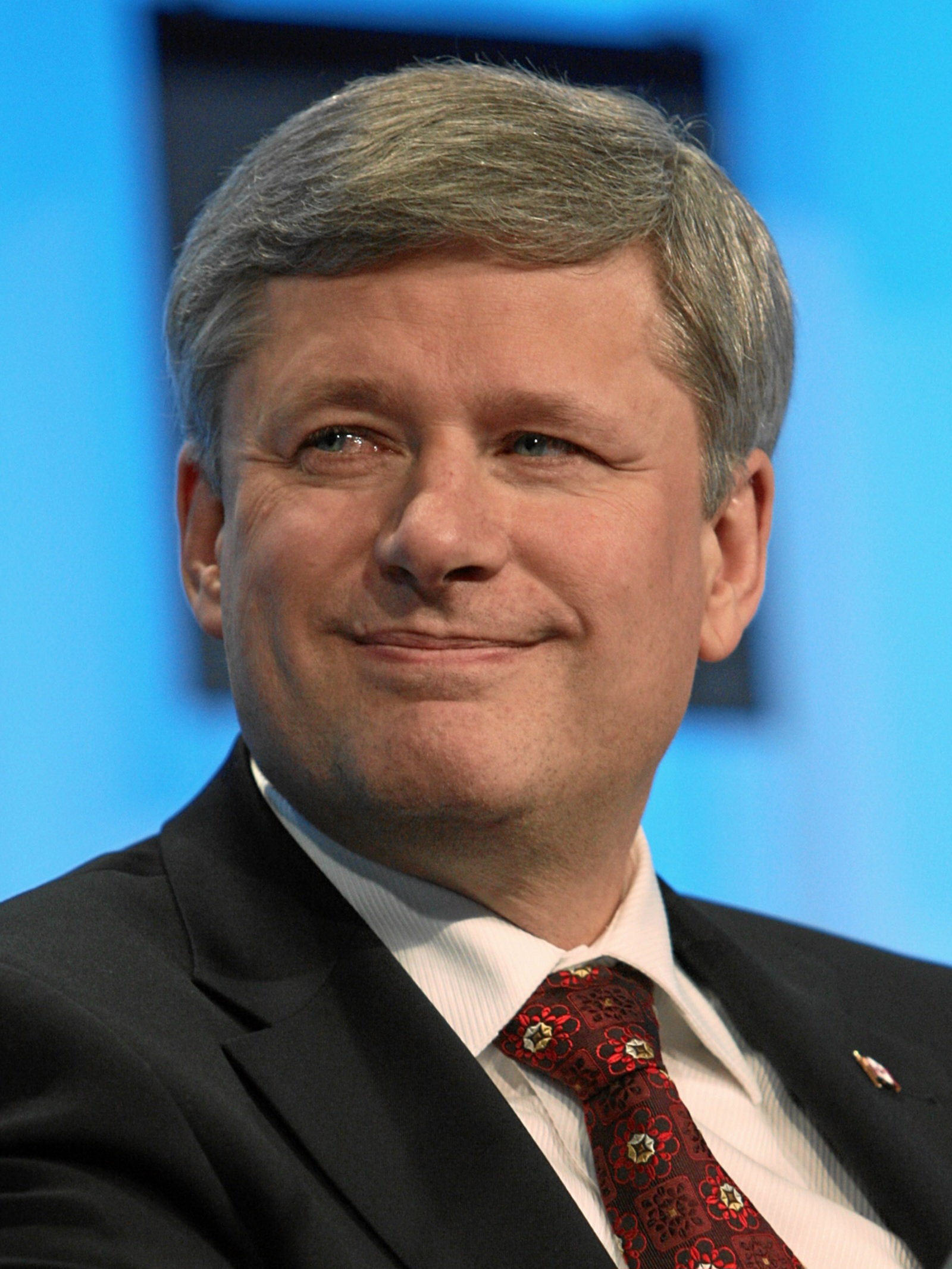
كندا ستيفن هاربر، رئيس الوزراء
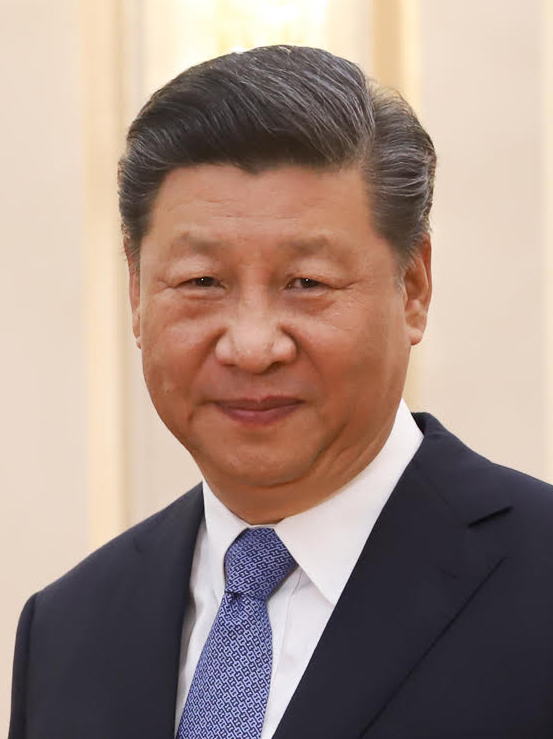
الصين شي جين بينغ، رئيس الصين[ا]
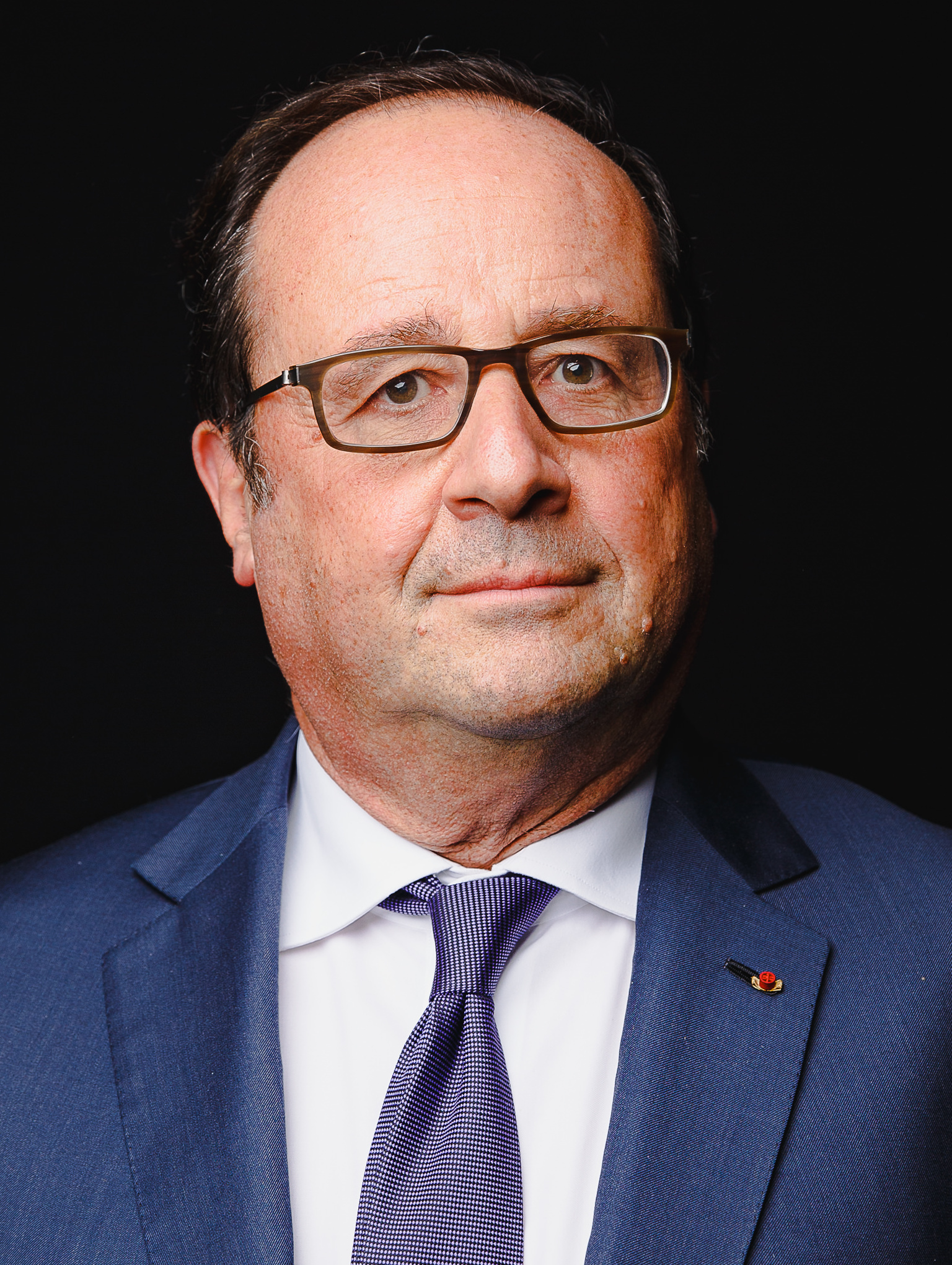
فرنسا فرانسوا أولاند، الرئيس
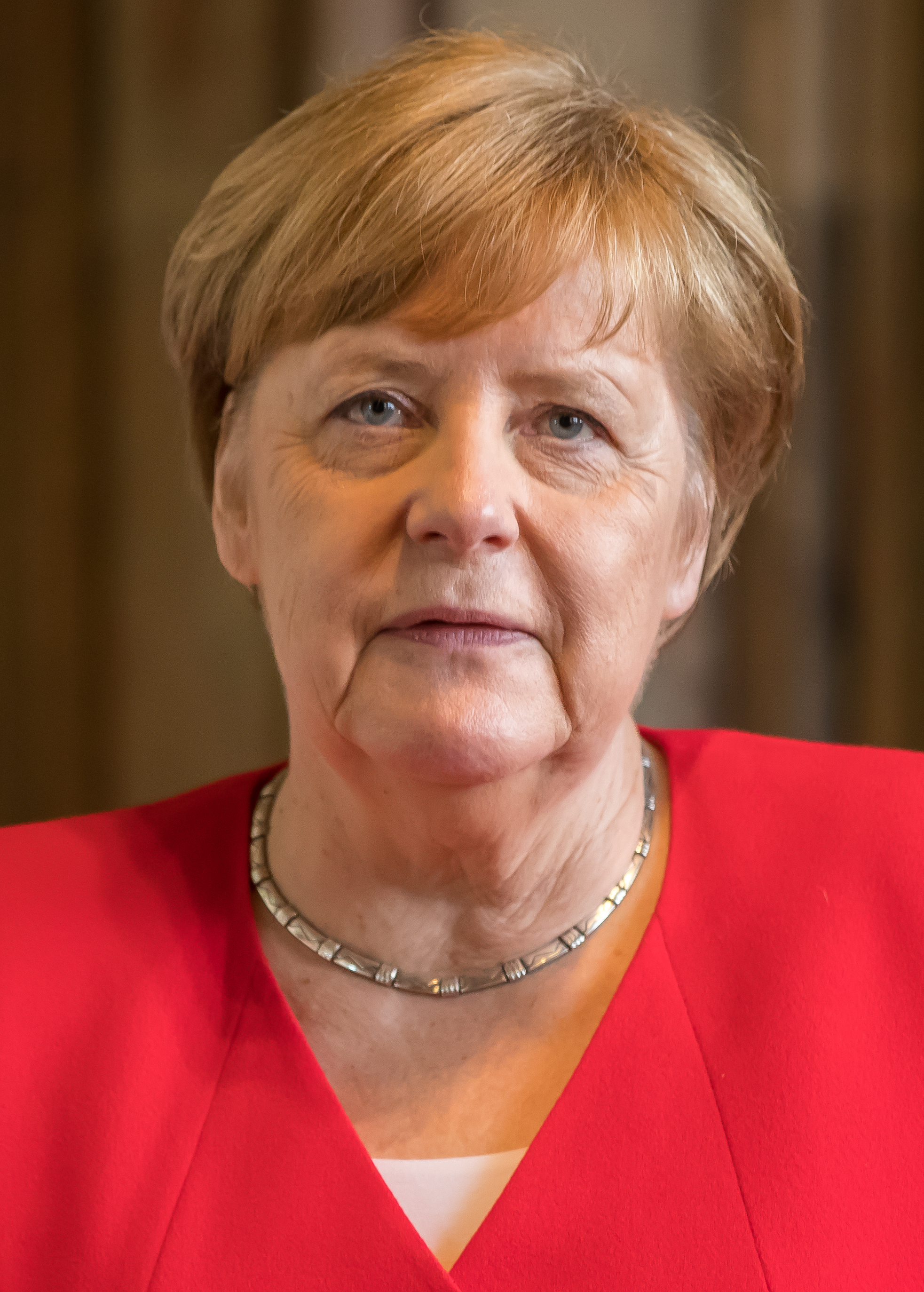
ألمانيا أنغيلا ميركل، Chancellor
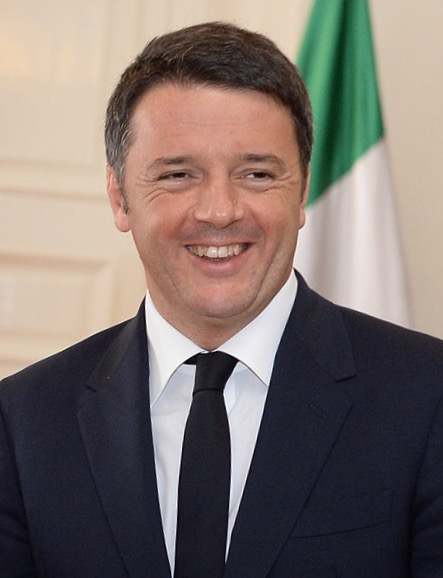
إيطاليا ماتيو رينزي، رئيس الوزراء
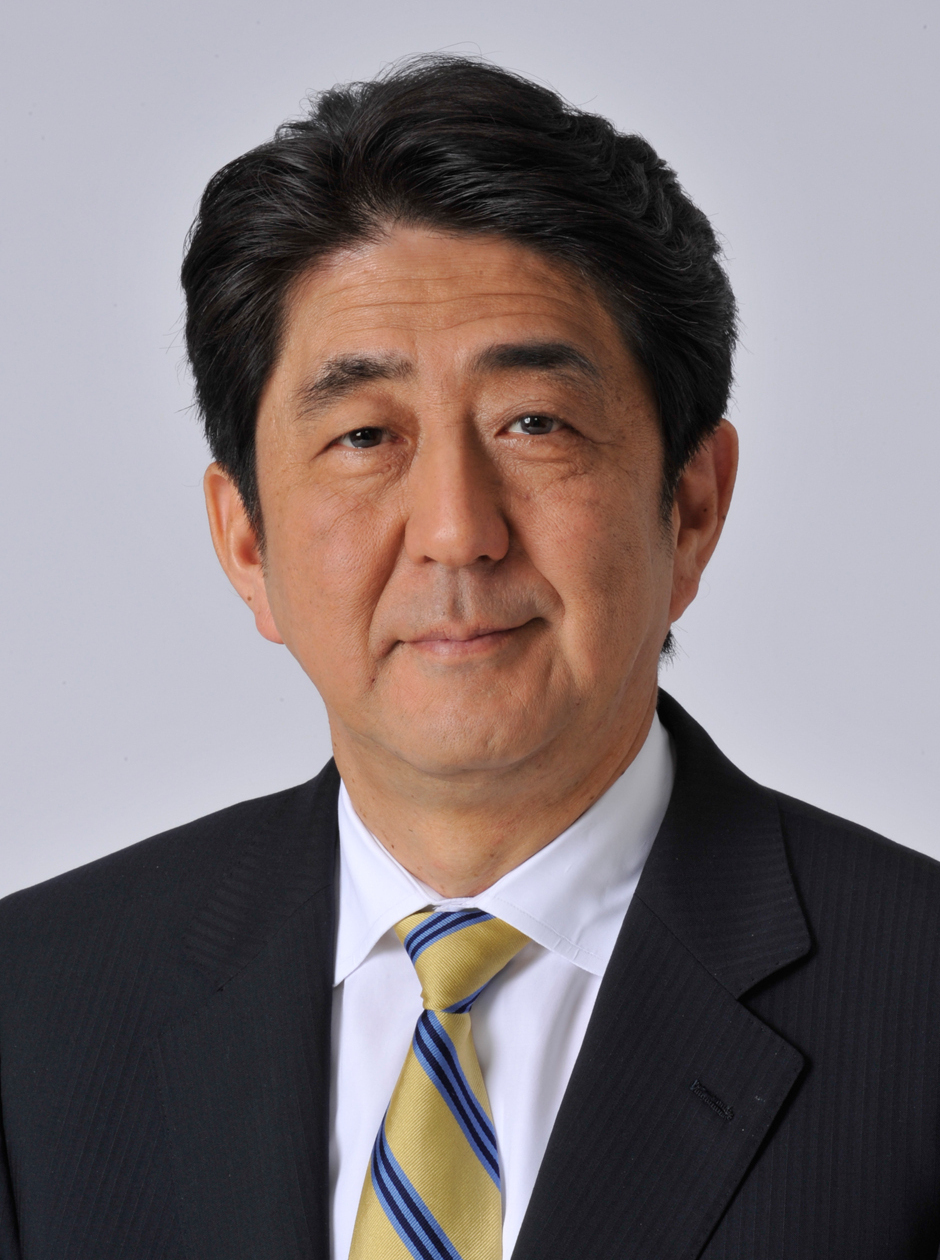
اليابان شينزو آبي، رئيس الوزراء
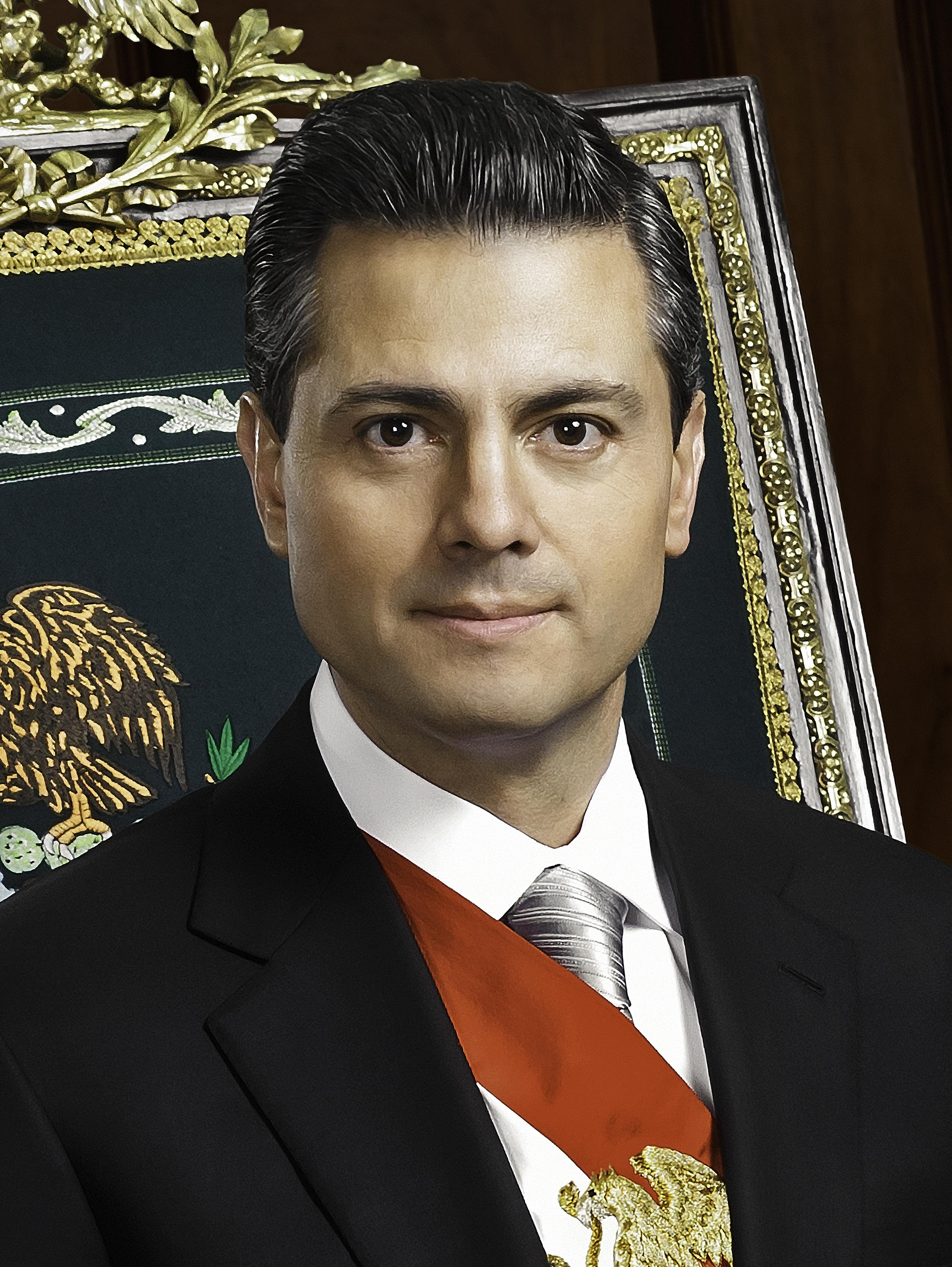
المكسيك إنريكه بينيا نييتو، الرئيس
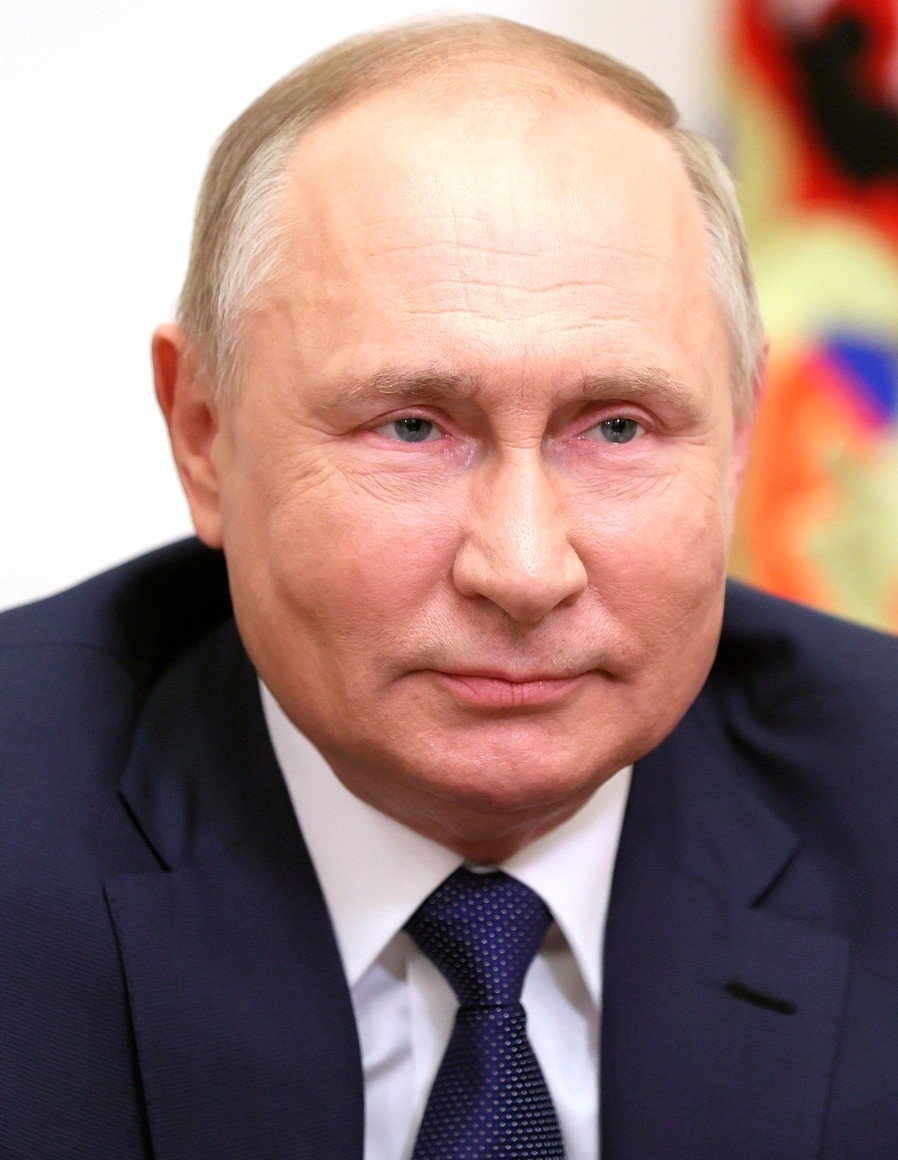
روسيا فلاديمير بوتين، الرئيس
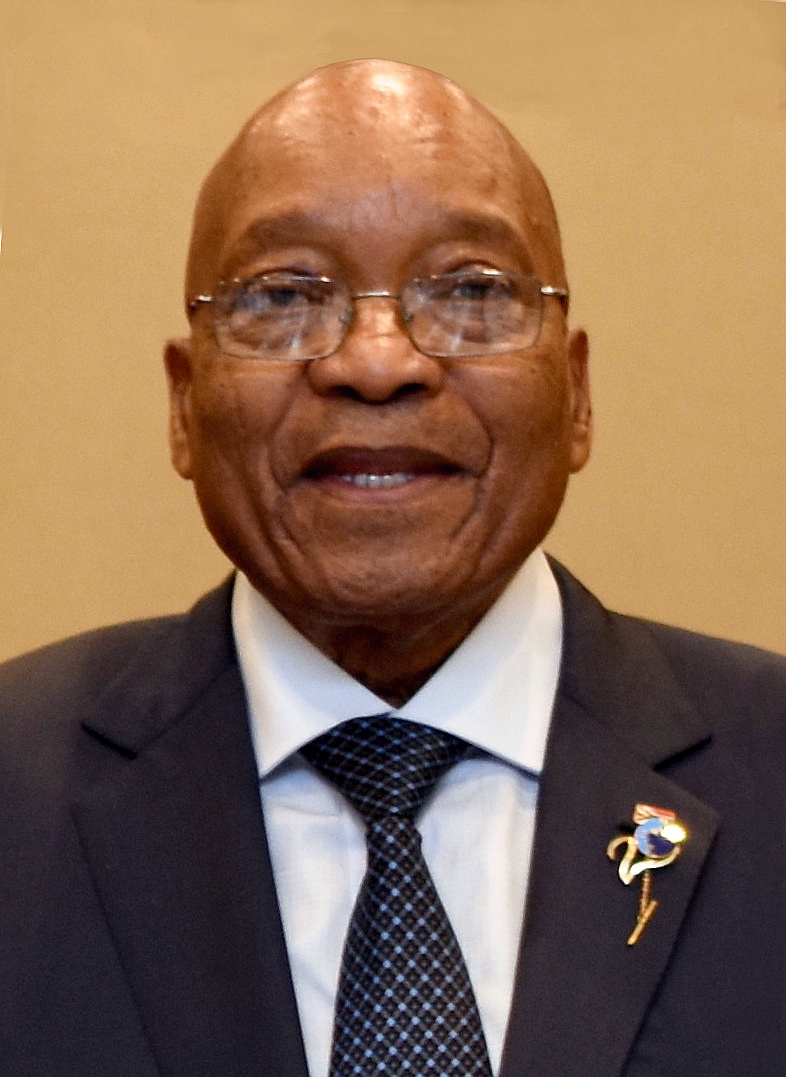
جنوب إفريقيا جاكوب زوما، الرئيس
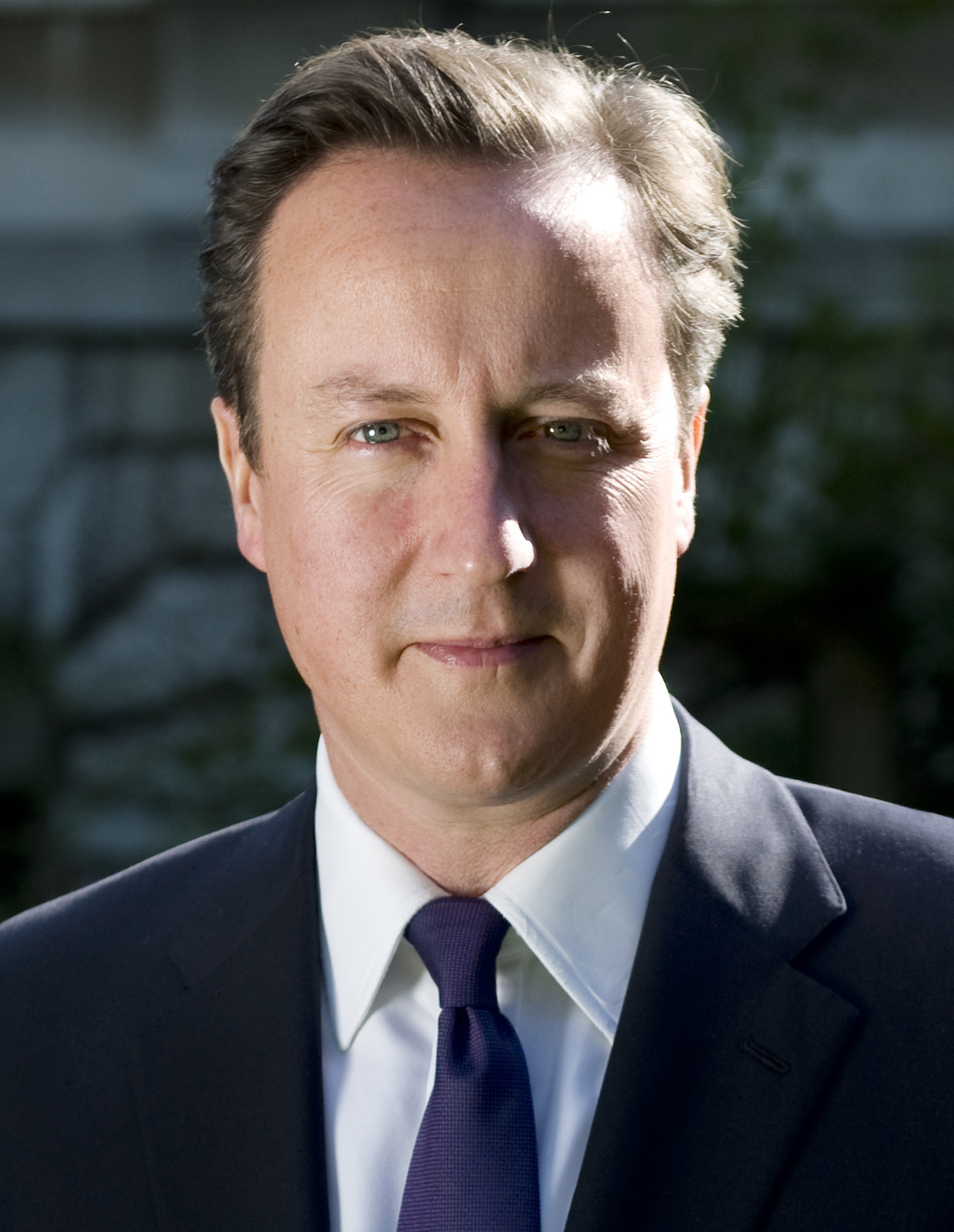
المملكة المتحدة ديفيد كاميرون، رئيس الوزراء
الولايات المتحدة باراك أوباما، الرئيس
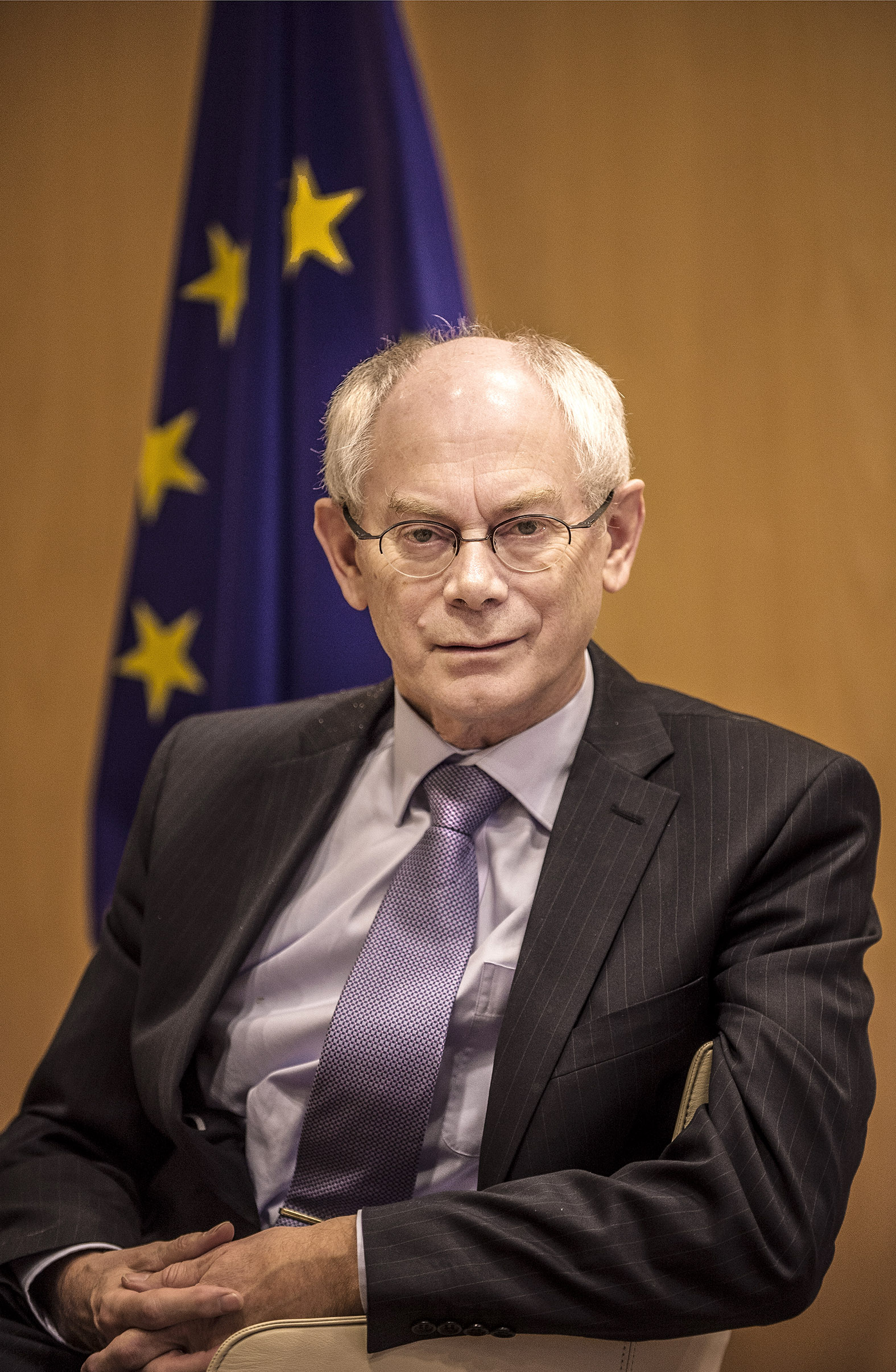
الاتحاد الأوروبي هيرمان فان رومبوي، رئيس المجلس الأوروبي
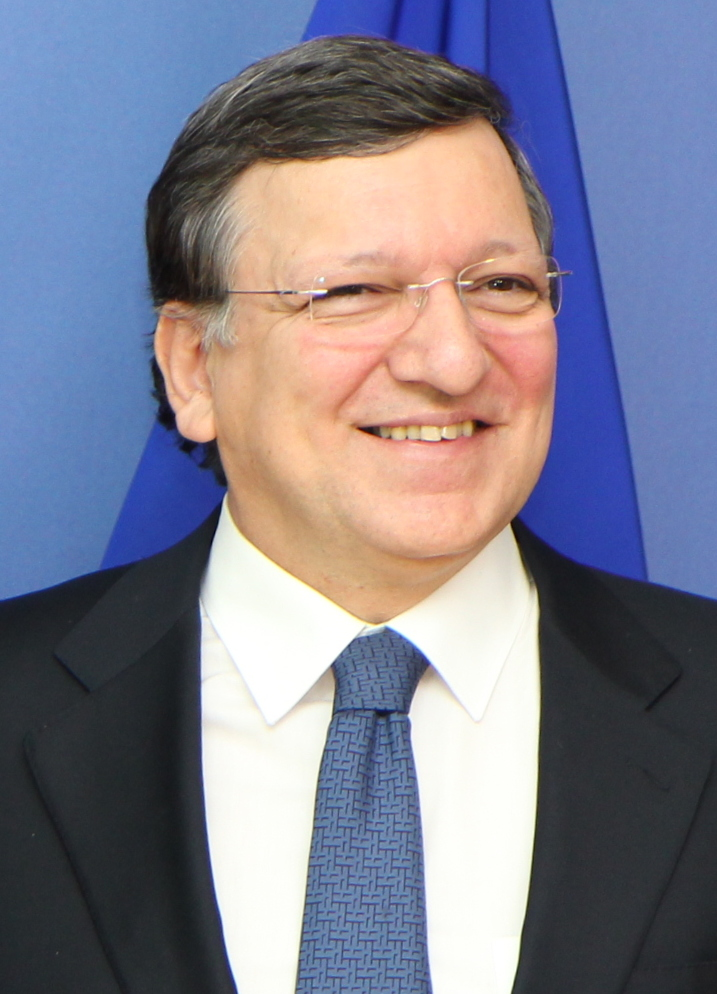
الاتحاد الأوروبي دوراو باروسو، رئيس المفوضية الأوروبية
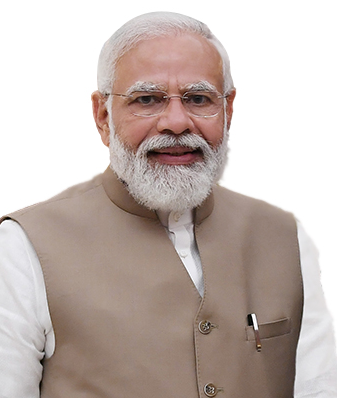
الهند ناريندرا مودي، رئيس الوزراء

## روابط خارجية
1. ↑  The de jure head of government of China is the Premier. The President of China is legally a ceremonial office and has no real power in China's political system. However, the الأمين العام للحزب الشيوعي الصيني (de facto leader) has always held this office since 1993 except for the months of transition, and the paramount leader is شي جين بينغ.